# 빌리 콘스탄티니디스
빌리 콘스탄티니디스(영어: Billy Konstantinidis, 1989년 1월 8일 ~ ) 또는 바실리스 콘스탄티니디스(영어: Vasilis Konstantinidis,
그리스어: Βασίλης Κωνσταντινίδης)는 그리스와 호주의 이중 국적의 축구 선수로 현재 AO 미코노스에서 공격수로 활동 중이며 J리그 시절 등록명은 빌리였다.

## 선수 경력
빌리는 선수 생활 대부분을 그리스에서 보냈다. 2017년 9월 26일 일본 J1리그 방포레 고후로 이적하면서, 그의 선수 생활 처음으로 타국에서 선수 생활을 시작하게 되었다.